# Upplands runinskrifter ATA322-4042-2009
Runinskrift U ATA322-4042-2009 är ett fragment av en vikingatida runsten, som upptäcktes 2009 vid Vallentuna kyrka i Vallentuna socken och Vallentuna härad i Uppland.

## Stenen
Stenen som har en rektangulär form hittades redan hösten 2008 i samband med schaktarbeten på kyrkogården, dock utan att man visste att det var frågan om en runsten. 
Den var skadad och är snarare ett fragment som första tiden låg placerad på kyrkogårdens stenupplag, för att sedan flyttas till parkeringsplatsen utanför kyrkogården. 
Efter att regn spolat stenen ren i april 2009, insåg kyrkogårdsförvaltningens personal att det faktiskt rörde sig om en runsten. Runinskriften som ditintills varit okänd är i stort sett komplett. Den från runorna översatta inskriften följer enligt nedan:

## Inskriften
Translitteration:
...(r) fR × resti × sin × þina × iftiR × frystin × faþur × s-...
Normalisering till fornvästnordiska:
[Dia]rfR (?) [-dia]rfR (?) ræisti stæin þenna æftiR Frøystæin, faður s[inn] ...
Översättning till nusvenska:
Djarfr (?) reste denna sten efter Frösten sin fader

## Se även

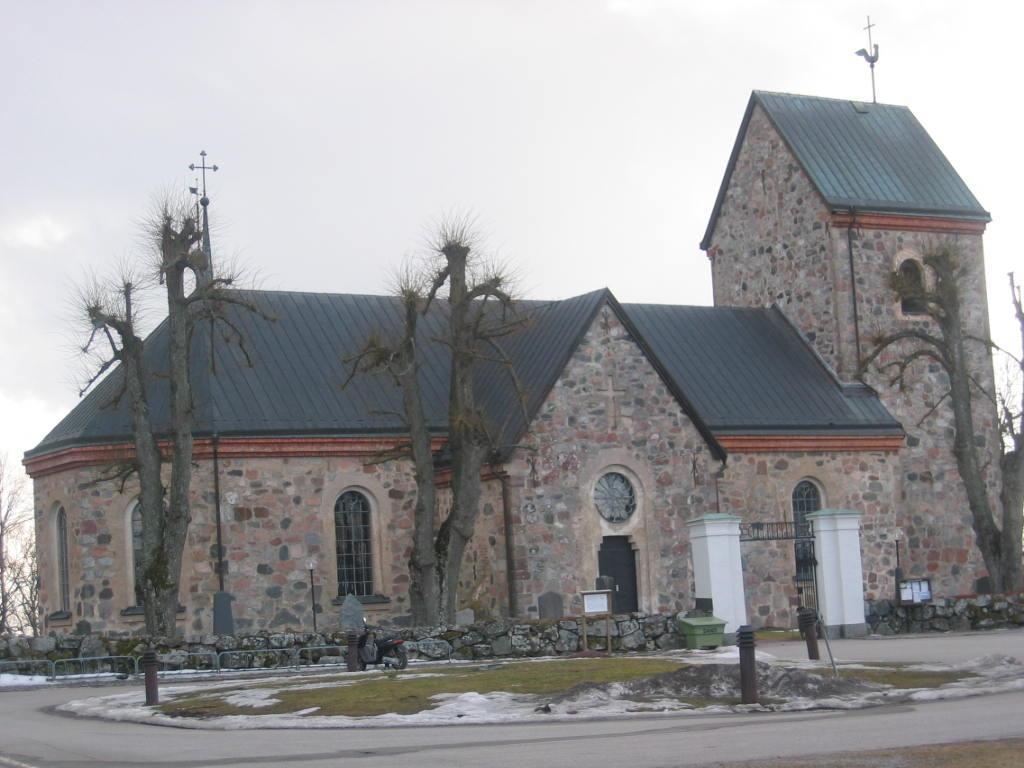
Här framför Vallentunas gamla gråstenskyrka hittades fragmentet 2008.